# Hosjön (Mellösa socken, Södermanland)
Hosjön är en sjö i Flens kommun i Södermanland och ingår i Nyköpingsåns huvudavrinningsområde.